# Semiòtica

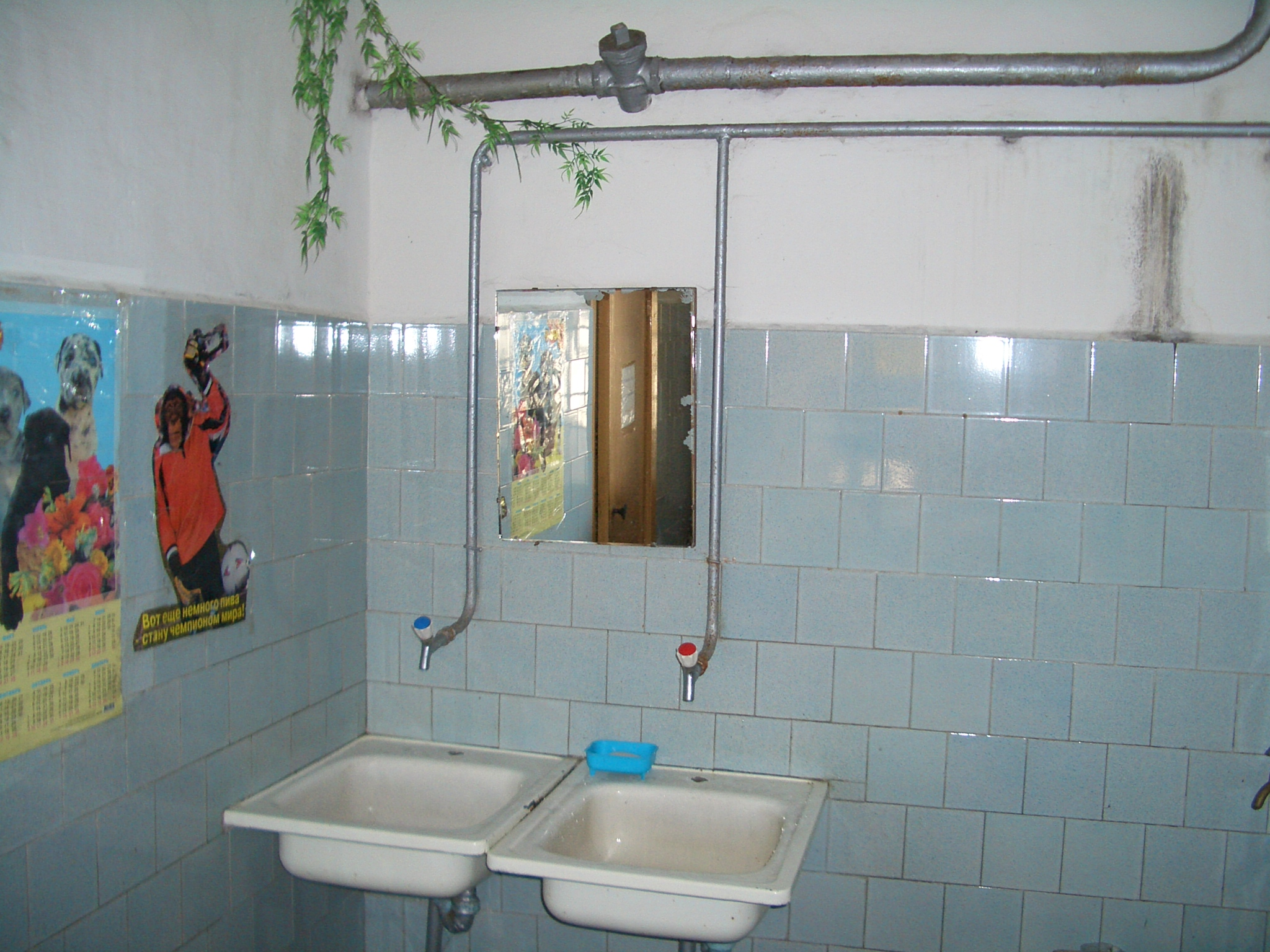
El codi de color (aigua calenta, aigua freda) de les aixetes no té sentit en aquest cas.

Semiòtica i semiologia és l'estudi dels sistemes de signes, especialment en relació al llenguatge però amb conseqüències en altres àrees de les ciències socials en les quals les qüestions d'interpretació són de gran importància. És tot el conjunt de llenguatge no verbal.
Les teories que s'apliquen al disseny gràfic i a la comunicació visual procedeixen de l'estudi d'aquesta ciència, coneguda com a semiologia a Europa i semiòtica als Estats Units.
La nova ciència va ser postulada a la primeria del segle xx per Ferdinand de Saussure (1857-1913), un professor suís de lingüística.
Els principis fonamentals actuals de la semiòtica van ser oïts pels alumnes de Saussure en un curs de lingüística fet a la Universitat de Ginebra entre 1906 i 1911. Saussure va morir el 1913 sense publicar les seves teories, però els seus alumnes les publicaren el 1915 amb el títol de Curs de lingüística general.
Abans de Saussure els estudis del llenguatge s'ocupaven sobretot de l'ús històric de la llengua. En les etapes inicials la lingüística va provar d'explicar els signes imaginant-los com a descripcions d'una sèrie de gestos, accions i sensacions. Els lingüistes s'ocupaven de l'estructura del llenguatge sense tenir en compte la seva relació amb la ment.
Abans del curs a Ginebra, Saussure també es consagrà a l'estudi de la llengua. Però no n'estava satisfet, així que va canviar completament la forma d'enfocar la qüestió i va considerar la llengua com un sistema de signes. La seva teoria se centrava en el llenguatge i el seu model es basa en els mots com a signes.
Per la mateixa època, el filòsof nord-americà Charles Sanders Peirce (1839-1914) estava fent un estudi paral·lel dels signes que ell va denominar semiòtica. Peirce va ser reconegut com a fundador de l'escola de semiòtica nord-americana. Va ocupar-se en estudiar la manera com donem sentit al món que ens envolta: per a ell no totes les persones interpreten els mateixos signes de la mateixa manera, ja que depèn molt de l'experiència cultural que cada persona té de l'objecte a representar mentalment.
Segons Peirce la semiòtica és la ciència que hauria d'incloure les altres ciències que tracten dels signes en certs camps d'ús o del coneixement. Aquest pensament és coherent amb el fet que la semiòtica es proposa com la ciència bàsica del funcionament del pensament, mirant de respondre a la pregunta de com l'ésser humà coneix el món que l'envolta, com l'interpreta i com crea coneixement i el transmet. Per això, la semiòtica ha arribat a ser classificada com la ciència de les ciències i rivalitza amb l'epistemologia.
La gran diferència entre els dos estudis d'ambdós autors és que el de Saussure era exclusivament un estudi lingüístic, mostrava poc interès en el paper del lector en el procés. En canvi, per a Peirce el lector tenia un paper fonamental.
Hi ha tres àrees principals dintre la semiòtica o semiologia: els signes, la manera o forma amb què s'organitzen en sistemes i el context en què apareixen.

## Història
Encara que la semiòtica té arrels profundes en la filosofia occidental, va rebre la seva formulació recent a començament del segle xx amb el treball del lingüista suís Ferdinand de Saussure (1857-1913) i el filòsof americà Charles Sanders Peirce (1839-1914).
Saussure considera que la lingüística forma part d'una ciència més general dels signes anomenada semiologia. Descriu el llenguatge com un sistema de significants (o patrons de so que poden ser representats com a paraules) i significats (o sels conceptes mentals o coses materials als quals els significants fan referència). El signe estaria format pel significant i el significat. Saussure va qüestionar les teories del llenguatge natural en afirmar que els signes no depenen de la cosa significada, sinó de la relació amb altres signes. En altres paraules: el sistema de signes és convencional i arbitrari i no està construït en cap relació natural entre el significant i el significat. Per tant, el llenguatge és estructurat per oposicions i relacions diferencials entre signes.
Aquesta perspectiva ha tingut un efecte profund en la lingüística i en altres àmbits d'anàlisi cultural com la mitologia o el folklore. Claude Lévi-Strauss va aplicar aquest principi de l'estructuralisme en l'explicació de l'organització social basant-se en oposicions organitzatives bàsiques com: cru i cuit, esquerra i dreta, exogàmia i endogàmia... Yuri Lotman va expandir aquesta concepció afirmant que tot el que enviada les persones és un signe susceptible de ser interpretat. Per això, segons ell, la realitat és una semiosfera.
La semiologia, per altra banda, va esdevenir un terme important en teoria cultural després del treball de Roland Barthes de les dècades dels anys 1950 i 1960. Els seus Elements de Semiologia (1964) ofereixen un context teòric per la seva pràctica de descodificació del contingut dels signes culturals i la localització d'aquestes significacions dins d'estructures més àmplies del mite. Barthes fa servir els termes connotació i denotació per a fer referència als nivells de significació manifests i latents. La seva versió la de semiologia va influir un gran nombre d'estudis culturals i de la comunicació durant les dècades dels anys 1970 i dels 1980.
Charles Sanders Peirce va inaugurar una línia de recerca semiològica independent que emfatitzava una tercera posició: l'interpretant en el procés de significació. La introducció d'aquest element emfatitza com els sistemes de signes són mobilitzats en actes comunicatius, donant lloc a una tradició anglesa i americana de teories d'actes de parla. També va ser part d'un moviment filosòfic més general conegut com a pragmatisme. La teoria de la comunicació i el pragmatisme han estat de considerable importància en les ciències socials, especialment a través de la teoria de l'interaccionisme simbòlic.
Un dels semiòlegs més importants de la fi del segle xx i començ de segle XXI fou l'italià Umberto Eco amb les seves teories sobre la interpretació i el signe.
Dins la semiòtica podem trobar diverses ramificacions, entre aquestes, la semiòtica visual i concretament la semiòtica fotogràfica, la semiòtica cultural i literària, la semiòtica estètica, la urbana i la biosemiòtica entre d'altres.

## Formació del significat
Tot acte de comunicació es pot descriure com conjunt de signes produïts per un emissor i interpretats per un receptor.
La comunicació verbal i la comunicació no verbal han tingut una gran importància en el desenvolupament de la semiòtica, ja que l'estudi dels signes sempre ha anat relacionat amb el concepte de comunicació.
A la nostra vida diària constantment estem realitzant una activitat comunicativa però aquests fets tan quotidians no van ser analitzats fins als anys 1950. Avui dia podem afirmar que aquest procés tan comú i familiar és extraordinàriament complex.

### Sintagma
Un sintagma és el conjunt de paraules que tenen una estructura interna i que marquen les parts en què es pot dividir una oració. Es tracta d'un conjunt de signes organitzats en una seqüència lineal i que compleixen una funció sintàctica. Cadascun dels signes que la componen tenen una relació sintagmàtica amb el signe precedent i amb el següent.

### Paradigma
El paradigma té dues característiques: 
1. Les unitats del conjunt tenen coses en comú i a la vegada es diferencien de manera evident de les altres que formen el conjunt.
Si agafem com a exemple les lletres de l'alfabet verifiquem que totes formen part d'un paradigma que reconeixem com a part d'un conjunt. Així, la lletra a és part del paradigma de l'alfabet però “5” o “+” no formen part d'aquest paradigma.
Si a la paraula casa hi canviem la a per la o canviem completament el significat de la paraula.
2. La manera amb la qual utilitzem el llenguatge crea un conjunt de paradigmes com són el llenguatge legal, el tecnològic o el col·loquial. La manera amb què unim una peça de vestir a una altra és una tria feta a partir d'un conjunt de possibilitats que componen un paradigma de vestuari. També el fet de triar un cotxe o objectes per a decorar la nostra llar es fan sobre un conjunt de paradigmes.

## Signes lingüístics
Segons Ferdinand de Saussure la llengua està construïda per fonemes. Els fonemes són els sons que combinem per construir les paraules. Aquests sons es poden considerar llenguatge quan formen un sistema de signes el qual la seva finalitat és la comunicació.
La paraula casa està composta per quatre fonemes que es poden representar amb lletres. Aquesta paraula representa una imatge mental del significat. La lletra c només representa un so però conjuntament amb la resta de lletres representa un objecte. La paraula casa seria el significant i l'objecte que representa el significat.
Si aquesta mateixa paraula es tradueix a l'anglès la reunió de fonemes que produeix el significat és diferent. Ni els sons ni la seva forma escrita tenen cap relació amb l'objecte en si.
De la mateixa manera que la lletra j no té relació amb el so al qual l'associem, les paraules tampoc tenen relació directa amb l'objecte o concepte que signifiquen. Per exemple, la paraula pistola no dispara així com la paraula cotxe no té moviment. Aquesta diferència entre significant (paraula) i significat (concepte o objecte) es deu a l'arbitrarietat del llenguatge.
Hi ha algunes excepcions com poden ser les paraules onomatopeiques en les quals el so imita l'acció o un soroll, com per exemple “bang bang” o “zas”. Saussure declara que la llengua no és només un conjunt de nombres seleccionats a l'atzar, ja que no podem reemplaçar el nom d'un objecte en un idioma pel seu nom en un altre idioma.

## Lectura del signe
A Europa va ser Roland Barthes qui va continuar el debat teòric i va desenvolupar les idees de Saussure als anys seixanta del qual n'era seguidor. Per Barthes la ciència dels signes abasta molt més que la construcció de les paraules i les seves representacions. La semiologia comprèn tots els sistemes de signes qualsevol que siguin els seus continguts o límits. Imatges, sons, gestos i objectes són tots ells parts del sistema de signes que tenen significats semiòtics.
Barthes observa que el lector té una part molt important en el procés de llegir el significat. Per Barthes les seves idees es basen en dos nivells diferents de significació: denotació i connotació.
Denotació és el que es representa. E.g: Una fotografia d'algú representa aquella persona.
Connotació és com es representa, E.g. Una fotografia d'una persona en blanc i negre pot representar nostàlgia, un enfocament suau pot representar un record i un primer pla del visatge de la persona pot representar les seves emocions.

## Branques
- Biosemiòtica
- Semiòtica clínica
- Semiòtica en el teatre
- Zoosemiòtica
- semiòtica visual
- Cibernètica (per a la comunicació de les màquines),
- Computacional: reproduir aspectes de la comunicació mitjançant la intel·ligència artificial
- semiòtica computacional
- semiòtica cultural i semiòtica literària
- semiologia musical
- semiòtica estètica
- semiòtica urbana
- semiòtica social

## Autors destacats de la semiòtica
- Charles Sanders Peirce - Ferdinand de Saussure- Umberto Eco- Noam Chomsky-Pierre Guiraud - Eliseo Verón - Oscar Steimberg - Oscar Traversa
- Roland Barthes - Jean Baudrillard - Julia Kristeva - Claude Lévi-Strauss
- Roman Jakobson- Jacques Lacan - Jacques Derrida- Charles W. Morris
- Algirdas Julien Greimas - Louis Hjelmslev- Mark Angenot - Groupe µ - Jean-Marie Klinkenberg - Yuri Lotman - Denis Bertrand
- Alberto J. Muniagurria - Miquel de Moragas i Spà